# Douchy-lès-Ayette
Douchy-lès-Ayette är en kommun i departementet Pas-de-Calais i regionen Hauts-de-France i norra Frankrike. Kommunen ligger i kantonen Croisilles som tillhör arrondissementet Arras. År 2022 hade Douchy-lès-Ayette 295 invånare.

## Befolkningsutveckling
Antalet invånare i kommunen Douchy-lès-Ayette
| Referens: INSEE |